# Royal Rumble (1996)
Royal Rumble 1996 est le neuvième Royal Rumble, pay-per-view de catch de la World Wrestling Federation. Il s'est déroulé le 21 janvier 1996 au Selland Arena de Fresno en Californie.
C'était le premier pay-per-view à comprendre Free for All, un show gratuit d'avant pay-per-view, et le premier Royal Rumble match à inclure les thèmes musicaux des 30 participants quand ils faisaient leur entrée sur le ring (dans les Royal Rumble matches précédents, c'était habituellement les deux ou trois premiers entrants qui avaient leur thème d'entrée). Un match pour le titre féminin entre Aja Kong et l'alors championne Alundra Blayze devait faire partie de la carte, et avait même sa pub de faite dans le WWF Magazine, mais le match était annulé après le départ de Blayze de la WWE.

## Résultats
| #                                                          | Résultats                                                                               | Stipulations                                           | Commentaires | Durée |
| ---------------------------------------------------------- | --------------------------------------------------------------------------------------- | ------------------------------------------------------ | --- | ----- |
| Free for All match                                         | Duke Droese bat Hunter Hearst Helmsley par disqualification                             | Match simple                                           | - Helmsley était disqualifié après avoir utilisé un poing américain. - Le vainqueur de ce match décrochait le droit d'entrer en 30e position alors que le perdant était forcé d'entrer en numéro 1.                                         | 6:25  |
| 1                                                          | Ahmed Johnson bat Jeff Jarrett par disqualification                                     | Match simple                                           | - Jarrett était disqualifié après une manœuvre sur la troisième corde, frappant Johnson avec sa guitare. | 6:40  |
| 2                                                          | The Smokin' Gunns (c) (Billy et Bart) battent The Bodydonnas (Skip et Zip) (avec Sunny) | Tag team match pour le WWF World Tag Team Championship | - Bart a effectué le tombé sur Zip après que Billy l'a aidé à renverser la tentative de Bodydonnas' de porter une double suplex sur Bart en un petit paquet de ce dernier sur Zip.                                                          | 11:14 |
| 3                                                          | Goldust (avec Marlena) bat Razor Ramon (c)                                              | Match simple pour le WWF Intercontinental Championship | - Goldust a effectué le tombé sur Ramon après que le The 1-2-3 Kid venait et frappait Ramon avec un top rope Spinning Heel Kick alors que Marlena distrayait l'arbitre. - Ce match voyait le début à la WWF de Terri Runnels (aka Marlena). | 14:17 |
| 4                                                          | Shawn Michaels a remporté le Royal Rumble 1996                                          | Royal Rumble Match                                     | - Les deux derniers hommes étaient Shawn Michaels et Diesel. Michaels a porté son Sweet Chin Music sur Diesel qui venait d'envoyer Kama par-dessus la troisième corde, pour pouvoir l'emporter.                                             | 58:49 |
| 5                                                          | The Undertaker (avec Paul Bearer) bat Bret Hart par disqualification                    | Match simple pour le WWF Championship                  | - Hart a été disqualifié après que Diesel soit venu et s'en soit pris à l'arbitre Earl Hebner avant même qu'il puisse faire le compte de trois pour The Undertaker à la suite d'un Tombstone Piledriver.                                    | 28:31 |
| (c) désigne le champion défendant son titre dans le match. |                                                                                         |                                                        | |       |

## Entrées et éliminations du Royal Rumble
Un nouvel arrivant entrait approximativement toutes les 2 minutes.
| #Entrée | Entrant                | #Élimination | Éliminé par              | Temps |
| ------- | ---------------------- | ------------ | ------------------------ | ----- |
| 1       | Hunter Hearst Helmsley | 19           | Diesel                   | 48:01 |
| 2       | Henry Godwinn          | 2            | Jake Roberts             | 16:24 |
| 3       | Bob Backlund           | 1            | Yokozuna                 | 12:22 |
| 4       | Jerry Lawler           | 16           | Shawn Michaels           | 36:02 |
| 5       | Bob Holly              | 18           | Ringmaster               | 39:35 |
| 6       | King Mabel             | 3            | Yokozuna                 | 12:14 |
| 7       | Jake Roberts           | 6            | Vader                    | 14:39 |
| 8       | Dory Funk, Jr.         | 5            | Savio Vega               | 10:53 |
| 9       | Yokozuna               | 11           | Shawn Michaels           | 19:14 |
| 10      | 1-2-3 Kid              | 13           | Shawn Michaels           | 15:40 |
| 11      | Takao Ōmori            | 4            | Jake Roberts             | 2:48  |
| 12      | Savio Vega             | 10           | Vader                    | 12:28 |
| 13      | Vader                  | 12           | Shawn Michaels           | 11:04 |
| 14      | Doug Gilbert           | 7            | Vader                    | 2:59  |
| 15      | Swat Team #1           | 8            | Vader                    | 1:11  |
| 16      | Swat Team #2           | 9            | Yokozuna                 | 0:24  |
| 17      | Owen Hart              | 21           | Shawn Michaels et Diesel | 20:43 |
| 18      | Shawn Michaels         | -            | Vainqueur                | 26:09 |
| 19      | Hakushi                | 14           | Owen Hart                | 1:53  |
| 20      | Tatanka                | 17           | Diesel                   | 4:09  |
| 21      | Aldo Montoya           | 15           | Tatanka                  | 1:52  |
| 22      | Diesel                 | 29           | Shawn Michaels           | 17:51 |
| 23      | Kama                   | 28           | Diesel                   | 15:57 |
| 24      | The Ringmaster         | 23           | Fatu                     | 10:57 |
| 25      | Barry Horowitz         | 20           | Owen Hart                | 4:15  |
| 26      | Fatu                   | 24           | Isaac Yankem             | 7:07  |
| 27      | Isaac Yankem           | 25           | Shawn Michaels           | 7:05  |
| 28      | Marty Jannetty         | 22           | The British Bulldog      | 2:35  |
| 29      | The British Bulldog    | 27           | Shawn Michaels           | 3:39  |
| 30      | Duke Droese            | 26           | Kama et Diesel           | 1:10  |

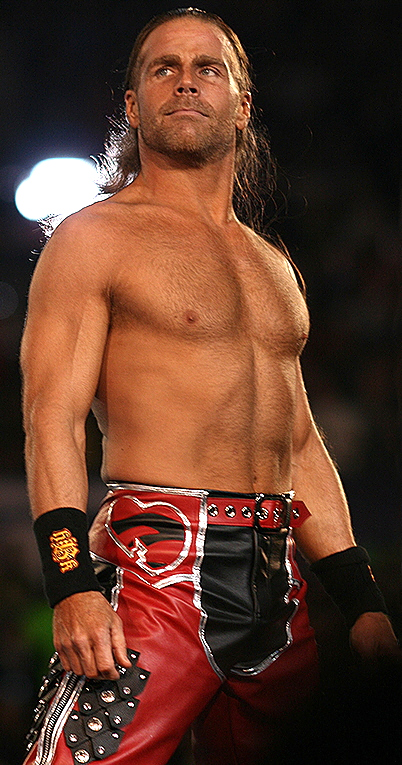
Shawn Michaels, vainqueur du Royal Rumble.

- Shawn Michaels est celui qui a éliminé le plus de catcheurs : 7.
- Après l'entrée de Jake Roberts, Jerry Lawler alla se cacher sous le ring, il y resta jusqu'à ce que Shawn Michaels aille le chercher pour le ramener sur le ring et l'éliminer.
- Hunter Hearst Hemsley est celui qui est resté le plus longtemps dans le ring avec 48 minutes et 1 seconde.
- Swat Team #2 est celui qui est resté le moins longtemps avec 24 secondes.
- Shawn Michaels est celui qui a remporté le 9e Royal Rumble de la WWF. Il l'avait déjà remporté en 1995.
- Shawn Michaels a affronté Bret Hart à Wrestlemania XII pour le WWF Championship dans un Iron Man Match.